# Вилья-Хесель
Вилья-Хесель (исп. Villa Gesell) — город в Аргентине в провинции Буэнос-Айрес. Административный центр муниципалитета Вилья-Хесель.

## История
Основателем города является Карлос Идао Хесель — сын предпринимателя и экономиста немецкого происхождения Сильвио Гезелля. В начале 1930-х он приобрёл здесь земли на морском побережье, которые считались «бесполезными» из-за песчаных дюн, и начал укреплять почву путём высадки сосен и акаций. К середине 1940-х здесь образовалось поселение, которое он в честь своего отца назвал «Вилья-Сильвио-Хесель». Как и его отец, Карлос Хесель стремился быть ближе к природе, и поселение изначально было центром натуризма и вегетарианства. К концу 1950-х эти места стали очень притягательными для молодых людей, следующих идеям сексуальной революции, и в 1960-х стали одними из центров движения хиппи в Аргентине.
После того, как в 1970 году поселение получило статус города, и особенно после того, как в 1979 году умер Карлос Хесель, эти территории начали интенсивно застраиваться.